# Euproctis phaeorrhoeus
Euproctis phaeorrhoeus är en fjärilsart som beskrevs av Adrian Hardy Haworth 1803. Euproctis phaeorrhoeus ingår i släktet Euproctis och familjen tofsspinnare. Inga underarter finns listade i Catalogue of Life.